# Katharina Matzová
Katharina Matzová (11. června 1930 Hejnice – 3. března 2021 Berlín) byla německá herečka.
Narodila se sice v československých Hejnicích (v dnešním Libereckém kraji, ve Frýdlantském výběžku), ale herecké vzdělání získala v německém Magdeburgu. První angažmá získala v Greifswaldu, odkud se po čtyřech letech přesunula do souboru Deutsches Theater ve východním Berlíně a následně do hamburského divadla. Roku 1950 debutovala ve filmu natáčeném východoněmeckou společností Deutsche Film AG (DEFA) a svou první filmovou hlavní rolí ztvárnila ve snímku Hotelboy Ed Martin natočeném podle románu amerického spisovatele Alberta Maltze. Později hrála především v televizních seriálech.